# Альфонсо Вуд
Альфонсо Вуд (англ. Alphonso Wood, 17 вересня 1810 — 4 січня 1881) — американський ботанік.

## Біографія
Альфонсо Вуд народився в штаті Нью-Гемпшир 17 вересня 1810 року.
У 1834 році Вуд закінчив Дартмутський коледж, а потім навчався протягом року в богословської семінарії Ендовера. Згодом Альфонсо викладав в Kimball union academy, Нью-Гемпшир, до 1849 року. Він описав понад 400 видів рослин.
Альфонсо Вуд помер в штаті Нью-Йорк 4 січня 1881 року.

## Наукова діяльність
Альфонсо Вуд спеціалізувавсяся на папоротеподібних та на насіннєвих рослинах.

## Публікації
Альфонсо Вуд є автором наступних публікацій:
- Class-Book of Botany (Boston, 1845).
- First Lessons in Botany (1848).
- Leaves and Flowers, or Object Lessons in Botany (New York, 1863).
- The American Botanist and Florist (1870).
- Plant Record (1877).